# クティク・インシュシナク
クティク・インシュシナク（Kutik Inshushinak、在位:紀元前2240年頃 - 紀元前2220年頃？）は、古エラム時代のエラムの王である。彼はプズル・インシュシナク（Puzur Inshusinak）と記録されている場合もある。

## 来歴
彼はアワン朝の皇太子シンピ・ヒシュ・フク（Shinpi khish khuk）の息子として生まれた。シンピ・ヒシュ・フクはヒタ王の兄弟であったと考えられる。エラムでは独特な兄弟相続方式が採用されていた。そして紀元前2250年頃、父が死去したため、代わりにクティク・インシュシナクが皇太子となった。恐らくこの頃からスサ市などの統治に当たっていた。
ヒタ王の死去に伴いクティク・インシュシナクがエラム王となった。当時エラムはアッカド朝の影響下にあったと考えられるが、彼はアッカド王朝の弱体化に伴いその影響下から脱した。そしてスサやアンシャンなどイラン高原南西部全域を支配下に治め、スサ市の都市神インシュシナクから四方領域の統治権を付与されたことを宣言、エラムをかつて無いほどの大勢力とし、その勢力はメソポタミア中部にまで及んだ。エラム語による文書史料が多く残されるのは彼の治世以降である。
しかし、彼の死後エラムはグティ人の侵入によって混乱した。